# Olaf Broch
Olaf Broch (ur. 4 sierpnia 1867 w Horten, zm. 28 stycznia 1961 w Oslo) – norweski językoznawca, slawista, twórca słowiańskiej fonetyki opisowej. W latach 1900–1937 profesor uniwersytetu w Oslo, od 1896 członek Norweskiej Akademii Nauk. Broch tworzył głównie prace z zakresu fonetyki, dialektologii norweskiej i słowiańskiej, m.in. Zum kleinrussischen in Ungarn (1895), Die Dialekte des südlichsten Serbiens (1903), Oczerk fizijołogii sławianskoj rieczi (1910), Slavische Phonetik (1911), Håndbok i elementær fonetik (med Ernst W. Selmer 1921) i Fra Østlandets dagligtale (1923).